# Жукова, Елена Павловна
Еле́на Па́вловна Жу́кова (5 июня 1906, Санкт-Петербург — 31 октября 1991, Санкт-Петербург) — советский живописец и график, член Ленинградского Союза художников.

## Биография
Родилась в Санкт-Петербурге.
В 1923—1927 училась в Ленинградском художественно-педагогическом техникуме у А. Рылова, И. Владимирова, в 1930—1936 в Ленинградском институте повышения квалификации работников искусств у В. Воинова и А. Осмёркина.
С 1928 участвовала в выставках. Писала пейзажи, портреты, натюрморты, работала в технике масляной живописи, акварели, рисунка.
В 1927—1930 преподавала в ЛХПУ.
Выставки произведений Е. П. Жуковой прошли в 1940, в 1948 и в 1975 годах в Ленинграде.
В 1930- х гг. была знакома с К. С. Малевичем. Присутствовала на его похоронах, запечатлена на нескольких групповых фотографиях, на панихиде и на церемонии прибытия «супрематического саркофага» на Московский вокзал.
Член Ленинградского Союза художников с 1932 года. В течение полувека была бессменным секретарём секции живописи ЛОСХа. Известны живописные и графические портреты Е. Жуковой, исполненные в разные годы ленинградскими художниками, в том числе К. С. Петровым-Водкиным (нач. 1930-х), Я. Николаевым (1945), а также М. Нестеровым (1936).
Скончалась 31 октября 1991 года в Петербурге на 86-м году жизни.
Произведения Е. П. Жуковой находятся в ГРМ, в музеях и частных собраниях в России и за рубежом.